# Estação Ferroviária de Belver
A Estação Ferroviária de Belver, igualmente denominada de Belver-Gavião, é uma gare ferroviária da Linha da Beira Baixa, que serve a localidade de Belver, no município de Gavião, em Portugal.

## Descrição

### Localização e acessos
Esta interface tem acesso pela Rua da Estação, junto à vila de Belver; dista menos de um quilómetro do seu centro (Rua do Passeio), e mais de cinco quilómetros da sede do concelho e localidade nominal secundária.

### Infraestrutura

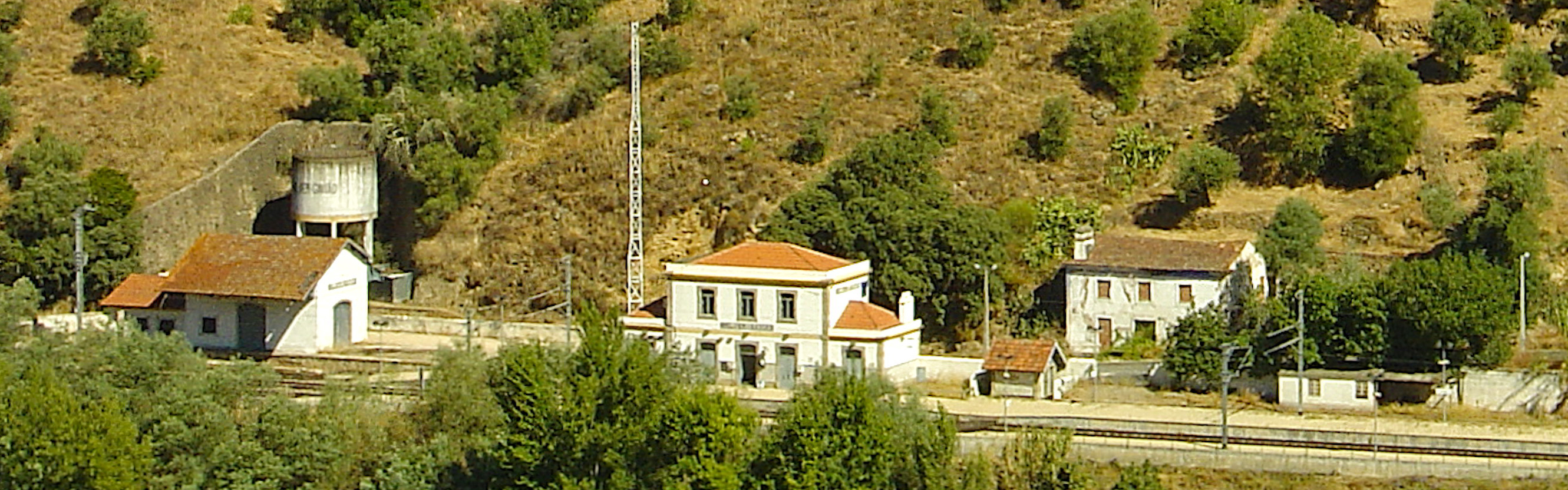
Vista geral da estação e infraestrutura anexa, em 2008.

Esta interface apresenta duas vias de circulação, eletrificadas em toda a sua extensão, identificadas como I e II, ambas com 661 m de comprimento, e acessíveis por plataforma com comprimento de 150 m e altura de 685 mm; existee ainda uma vias secundárias, identificada como III, com 78 m de extensão, que não se encontra eletrificada.
O edifício de passageiros situa-se do lado norte da via (lado esquerdo do sentido ascendente, para Guarda).
Situa-se perto desta interface, ao PK 29+300, a zona neutra de Belver que isola os troços da rede alimentados respetivamente pelas subestações de tração de Abrantes e de Ródão.

### Serviços
Em dados de 2023, esta interface é servida por comboios de passageiros da C.P. de tipo regional, tipicamente com quatro circulações diárias em cada sentido, entre Entroncamento e Guarda, Castelo Branco, ou Covilhã; diariamente passam sem parar nesta interface três circulações, em cada sentido, de tipo intercidades.

## História

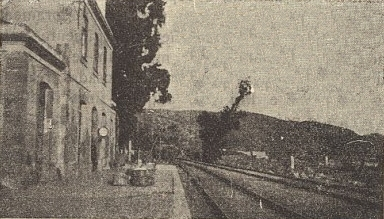
Fotografia antiga da estação de Belver.

Na década de 1850, o engenheiro Wattier foi encarregado de planear o traçado da linha férrea entre Lisboa e a fronteira espanhola, tendo um dos traçados propostos sido por Portalegre, Gavião e Alpalhão, que facilitaria a ligação com a rede espanhola por Valência de Alcântara e Cáceres, mas que iria servir pior as regiões do Crato e da vila de Fronteira.
Esta estação situa-se no troço entre Abrantes e a Covilhã da Linha da Beira Baixa, que começou a ser construído nos finais de 1885, e entrou em exploração no dia 6 de Setembro de 1891, pela Companhia Real dos Caminhos de Ferro Portugueses. Fez parte da linha desde o princípio, tendo nessa altura o nome de Belver e a categoria de estação. No dias 5 e 6 de Setembro, a Companhia Real organizou comboios especiais a preços reduzidos entre Abrantes e Covilhã, que pararam pela estação de Belver. Nos mesmos dias, também foram organizados comboios de Sintra à Covilhã para o transporte da família real, que tiveram igualmente paragem em Belver.
Em 1913, existiam serviços de diligências ligando a estação de Belver a Mação.

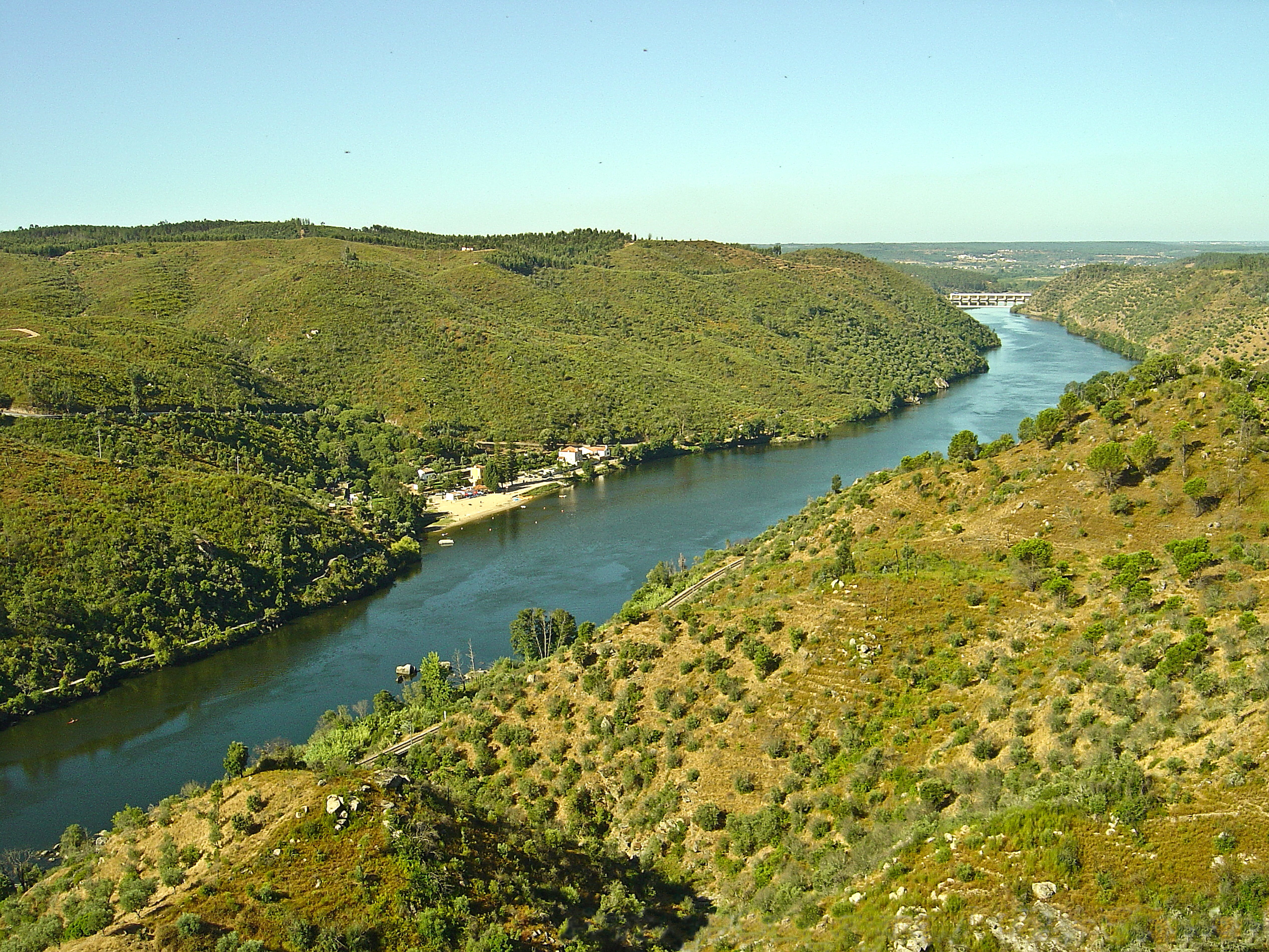
Praia fluvial do Alamal, vista do Castelo de Belver, vendo-se a via férrea a poente da estação na aquém-margem.

Em 1948, a Companhia dos Caminhos de Ferro Portugueses estava a renovar os carris em vários troços na Linha da Beira Baixa, incluindo de Belver a Fratel, utilizando material americano e britânico.
Um despacho de 26 de Abril de 1951 eliminou a estação de Belver da lista de gares que serviam praias de banhos ou estâncias de águas ou repouso; esta classificação referia-se à praia fluvial do Alamal, distante da estação menos de três quilómetros, via a ponte de Belver.

Em Janeiro de 2011, esta estação apresentava duas vias de circulação, ambas com 661 m de comprimento; as plataformas tinham ambas 152 m de extensão, e 70 cm de altura — valores mais tarde ligeiramente alterados para os atuais.